# Scrapter aureiferus
Scrapter aureiferus är en biart som beskrevs av Cockerell 1932. Scrapter aureiferus ingår i släktet Scrapter och familjen korttungebin. Inga underarter finns listade i Catalogue of Life.